# Ulverytternes Kamp/Mourning
Ulverytternes Kamp/Mourning ist eine Split-EP der norwegischen Bands Ulver und Mysticum. Sie erschien im Jahr 1994 bei Necromantic Gallery.

## Entstehung und Veröffentlichung
Ulver hatten im Oktober 1993 ihr Demo Vargnatt aufgenommen, von dem das Stück Ulverytternes Kamp für die Split-EP mit Mysticum verwendet wurde. Mysticums Stück Mourning war im Mai 1993 eigentlich für das Demo Medusa’s Tears aufgenommen worden, wurde wegen stilistischer Unterschiede zum restlichen Material dort aber außen vorgelassen. Die Split-EP war auf 1000 Stück limitiert.

## Titelliste
Seite 1
1. Ulver: Ulverytternes Kamp – 5:47

Seite 2
1. Mysticum: Mourning – 4:19

## Rezeption
“This might have been an interesting thing to have back in the day, and if you’re a die-hard collector maybe still today but I really don’t see any point in bothering with this.”

“Fans of Ulver will be greatly disappointed as everything other than the vocals and cymbals are almost completely unintelligible throughout most of the track. At least with ‘Mourning’ the production contributes to the ‘evil’ sound instead of just annoying the listener. Overall, though, it’s definitely not that great a release.”